# Мі Южень
Мі Южень (米友仁, 1074 —1153) — китайський політик та художник часів династії Південна Сун.

## Життєпис
Народився 1074 року у м. Тайюань. Був сином відомого художника та каліграфа Мі Фу. Перші знання з малювання отримав від батька. У 1104 році почав кар'єру живописця у Кайфені. У 1123 році Мі Юженя було прийнято до імператорського почту Хуей-цзуна. Після падіння династії Сун у 1126 році у північному Китаї Мі Южень переїхав до Сян'яна. Був деякий час заступником військового міністра Південної Сун. Потім перебував при імператорському дворі, займаючись здебільшого живописом. Помер у 1153 році.

## Творчість
Як живописець і каліграф Мі Южень успадкував стиль і техніку батька. Серед його робіт, що дійшли до нас, є картина «Незвичайне видовище в Сяосянь», що зберігається в музеї Імператорського палацу в Пекіні. Він користувався наповненими водою пензлями для роботи на папері, які добре вбирають вологу, створюючи таким чином унікальні пейзажі. Ця техніка стала відома як «хмарні гори Мієві».
Багато критиків, як у самому Китаї, так і на Заході, Мі китайським імпресіоністом. Для такого порівняння є достатньо підстав, оскільки, при ретельному вивченні видно: Мі не робив попереднього начерку, а замість цього, викладаючи свій задум покладався на «краплі з пензля». Працюючи пензлем з великою зухвалістю і пристрастю, він не особливо піклувався про деталі. Однак між Мі і західними імпресіоністами є відмінності. Працюючи в стилі «хмарні гори Мієві», художник переходить від густої туші до сильно розведеної, від нерозбірливості до чіткості, залежно від того, які природні умови (включно з погодою) він хоче показати. Тут метою є створення особливої «атмосфери» або «настрою», яке він переживає. Олійний живопис західних імпресіоністів, з іншого боку, зосереджена на переходах світла і тіні, багата кольором. Це скоріше гра світла і емоцій художника.
Незважаючи на те що пейзажі Мі виглядають досить безтурботно, хоча і вселяють благоговіння, вони є результатом глибокого вивчення й розуміння природи, стисло вираженим допомогою відважного усунення усього наносного. Західні ж імпресіоністи не більше ніж імітують природу, виражаючи враження від першої своєї зустрічі з нею. Звичайно, це не заперечує присутності в олійному живописі особистої думки і емоцій художника.